# アスパリス
アスパリス（古希: Ἁσπαλίς, Aspalis）は、ギリシア神話の女性である。テッサリアー地方のプティーアーの都市メリテーの貴族アルガイオスの娘で、アステュギテースの妹。

## 神話
コロポーンのニーカンドロスの『変身物語』に基づくアントーニーヌス・リーベラーリスの物語によると、かつてメリテーは、周辺諸国からタルタロスのあだ名で呼ばれた、傲慢かつ暴虐な王に支配された時代があったという。王は臣下にアスパリスを王宮に連れて来るよう命じ、この命令がアスパリスの耳にも届くと、彼女はタルタロスの使者が到着する前に首を縊って自殺した。
彼女の兄アステュギテースは妹の死が周囲にまだ知られていなかったので、王を自らの手で殺そうと考えた。アステュギテースはアスパリスの衣服を身にまとい、剣を隠し持ってタルタロスの王宮に向かった。彼はまだ少年だったため、警備の目に留まらず、王宮の中に入り、無防備な王を殺害した。メリテーの人々は王の死を知ると、歓喜に沸き、アステュギテースを称え、アポローンの讃歌を歌いながら行進した。タルタロスの遺体は川に投じられ、以後その川はタルタロス川と呼ばれるようになった。その一方、人々はアスパリスの遺体を埋葬しようとしたが、神が彼女の遺体をこの世から消し去ったため、発見することができなかった。しかしその代わりに彼女の姿を彫った木像が、アルテミスの女神像の隣に現れた。そこで人々はこの木像を、アスパリス・アメイレーテー・ヘカエルゲー（遠きところより業をなす女神アスパリス・アメイレーテー）と呼んだ。また彼女が処女のまま首を縊ったことから、毎年木像に交尾をしたことがない牝の山羊を吊り下げて犠牲として捧げたという。